# Chemoproteomika
Chemoproteomika zahrnuje širokou škálu technik používaných k identifikaci a zkoumání interakcí mezi proteiny a malými molekulami. Chemoproteomika doplňuje fenotypové objevování léčiv, jehož cílem je objevovat "hlavní" sloučeniny ("lead compounds") na základě změny určitého fenotypu (onemocnění). Tento přístup je opačný od "objevování léčiv na základě (biologického) cíle" (reverzní farmakologie), při němž jsou sloučeniny chemické knihovny screenovány proti předem vybranému biologickému cíli, který způsobuje onemocnění. Vzhledem k tomu, že fenotypové testy pro objevování léčiv neposkytují potvrzení mechanismu účinku sloučeniny, poskytuje chemoproteomika cenné následné strategie pro zúžení potenciálních cílů a případné potvrzení mechanismu účinku molekuly. Chemoproteomika se také snaží řešit problém, který je při objevování léků s malými molekulami spojen s promiskuitou léčiv, a to analýzou interakcí mezi proteiny a malými molekulami v měřítku celého proteomu. Hlavním cílem chemoproteomiky je charakterizovat interaktom kandidátů na léčiva a získat tak přehled o mechanismech toxicity dané interakcí sloučeniny s nežádoucím cílem ("off-target toxicity") a polyfarmakologie.
Chemoproteomické metody lze rozdělit do tří základních typů. Přístupy prováděné v roztoku zahrnují použití analogů léčiv, které chemicky modifikují cílové proteiny v roztoku a označují je pro identifikaci. Přístupy založené na imobilizaci se snaží izolovat potenciální cíle nebo ligandy ukotvením jejich vazebných partnerů na "nepohyblivém" nosiči. Přístupy bez derivatizace se snaží odvodit interakce mezi léčivem a cílem pozorováním změn stability proteinu nebo chromatografie léčiva po jeho navázání. Výpočetní techniky doplňují soubor chemoproteomických nástrojů jako paralelní linie důkazů podporující potenciální dvojice léčivo-cíl a používají se k vytváření strukturních modelů, které slouží jako informace pro optimalizaci hlavních látek. Pomocí chemoproteomiky bylo identifikováno několik cílů vysoce významných léčiv a neustálé zlepšování citlivosti hmotnostních spektrometrů a technologie chemických sond naznačuje, že chemoproteomika bude hrát velkou roli v budoucím objevování léčiv.

## Princip

### Kontext

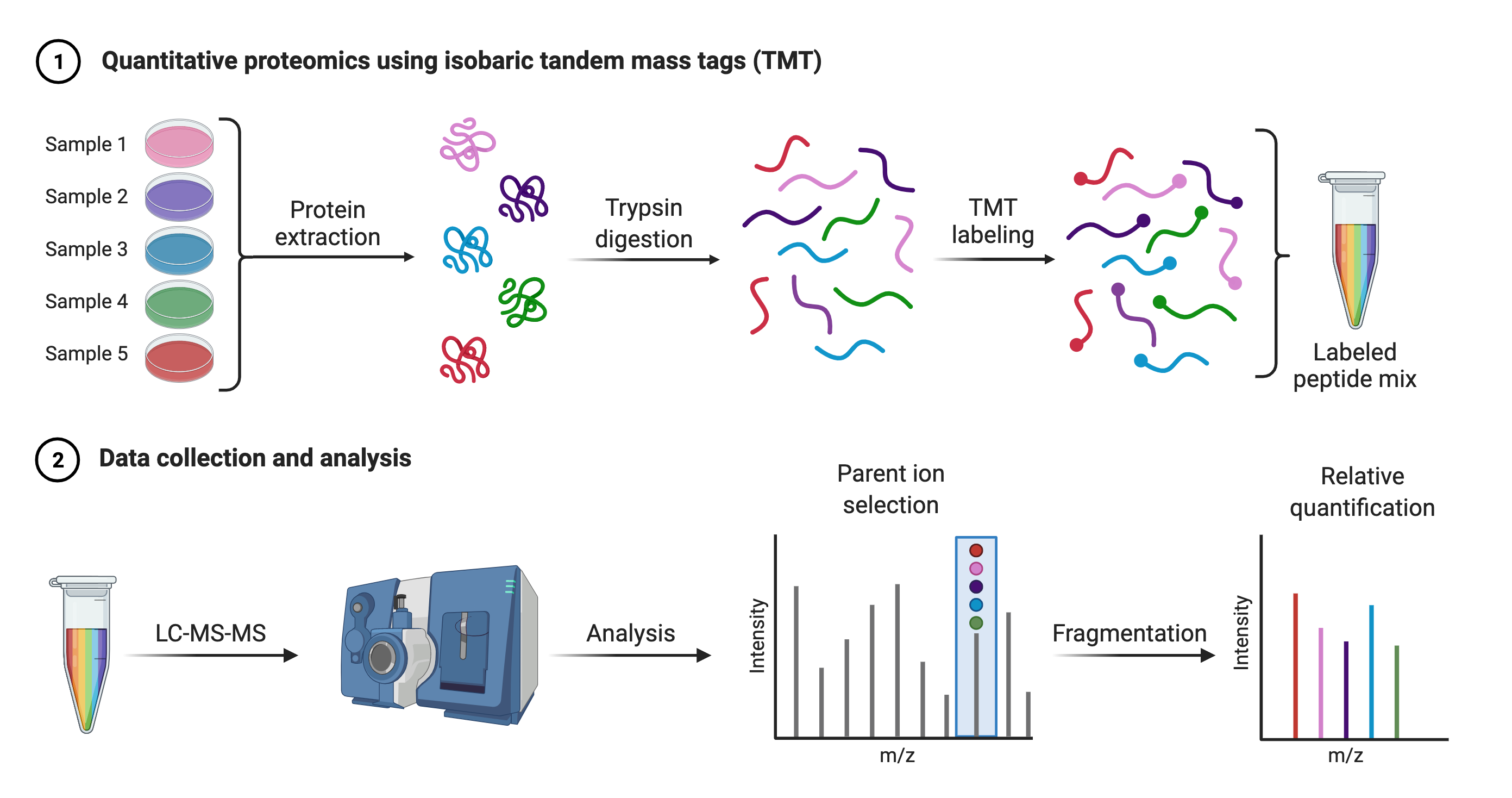
Příklad kvantitativního proteomiky. Proteinové extrakty z různých vzorků se extrahují a štěpí pomocí trypsinu. Oddělené vzorky se označí pomocí jednotlivých izobarických tandemových hmotnostních značek (TMT) a poté se označené vzorky spojí. Původ každého peptidu ve vzorku lze rozeznat podle připojeného TMT. Označené peptidy jsou poté detekovány a fragmentovány pomocí LC-MS/MS a kvantifikovány porovnáním relativního množství fragmentů TMT v každém hmotnostním spektru. Tento obrázek byl převzat z webu BioRender.com.

Závěr projektu rozluštění lidského genomu byl provázen nadějí na nové paradigma v léčbě nemocí. Mnoho smrtelných a těžko řešitelných onemocnění se podařilo zmapovat ke konkrétním genům, což poskytlo východisko pro lepší pochopení role jejich proteinových produktů v nemoci. Při objevování léků se využívaly zvířecí knock-out modely, které poukazovaly na dopad absence proteinu, zejména při rozvoji onemocnění, a medicinální chemici využívali výpočetní chemii k vytváření sloučenin s vysokou afinitou proti proteinům způsobujícím onemocnění. Přesto počet schválených léků úřadem FDA v posledním desetiletí klesá. Jedním z možných zdrojů neúspěchu při schvalování léků je nesoulad mezi včasným a pozdním objevováním léků. Časné objevy léčiv se zaměřují na genetické ověření cíle, což je silný prediktor úspěchu, ale systémy využívající buď vyřazení genu ("knock-out genu"), či jeho nadměrnou expresi ("overexprese genu") jsou zjednodušující. Prostorově a časově podmíněné knock-out/knock-in systémy zlepšily úroveň nuancí při analýze funkce proteinů in vivo, ale stále nedokážou zcela paralelně postihnout systémovou šíři farmakologického účinku. Například léčiva často působí více mechanismy a často fungují nejlépe tak, že se na cíle podílejí částečně. Chemoproteomické nástroje nabízejí řešení, jak překlenout propast mezi genetickým chápáním nemoci a farmakologickým chápáním účinku léků tím, že identifikují mnoho proteinů, které se podílejí na terapeutickém úspěchu.

### Základní nástroje
Soubor chemoproteomických nástrojů je založen na kvantitativní proteomice založené na kapalinové chromatografii a tandemové hmotnostní spektrometrii (LC-MS/MS nebo LC-MS), která umožňuje téměř úplnou identifikaci a relativní kvantifikaci komplexních proteomů v biologických vzorcích. Kromě proteomické analýzy je možné detekovat také posttranslační modifikace, jako je fosforylace, glykosylace, acetylace a nově také ubikvitinace, které umožňují nahlédnout do funkčního stavu buňky. Převážná většina proteomických studií se analyzuje pomocí orbitrapových hmotnostních spektrometrů s vysokým rozlišením a vzorky se zpracovávají pomocí zobecnitelného pracovního postupu. Standardní postup začíná lýzou vzorku, při níž se proteiny extrahují do denaturačního pufru obsahujícího soli, činidlo redukující disulfidové vazby, jako je diothiothreitol, a alkylační činidlo, které blokuje thiolové skupiny, jako je jodoacetamid. Denaturované proteiny se proteolyzují, často trypsinem, a poté se před analýzou pomocí LC-MS/MS oddělí od ostatních složek směsi. Pro přesnější kvantifikaci lze různé vzorky zreagovat s izobarickými tandemovými hmotnostními značkami (TMT), což je forma chemického čárového kódu, který umožňuje multiplexování vzorků, a poté je spojit.

## Metody v roztoku

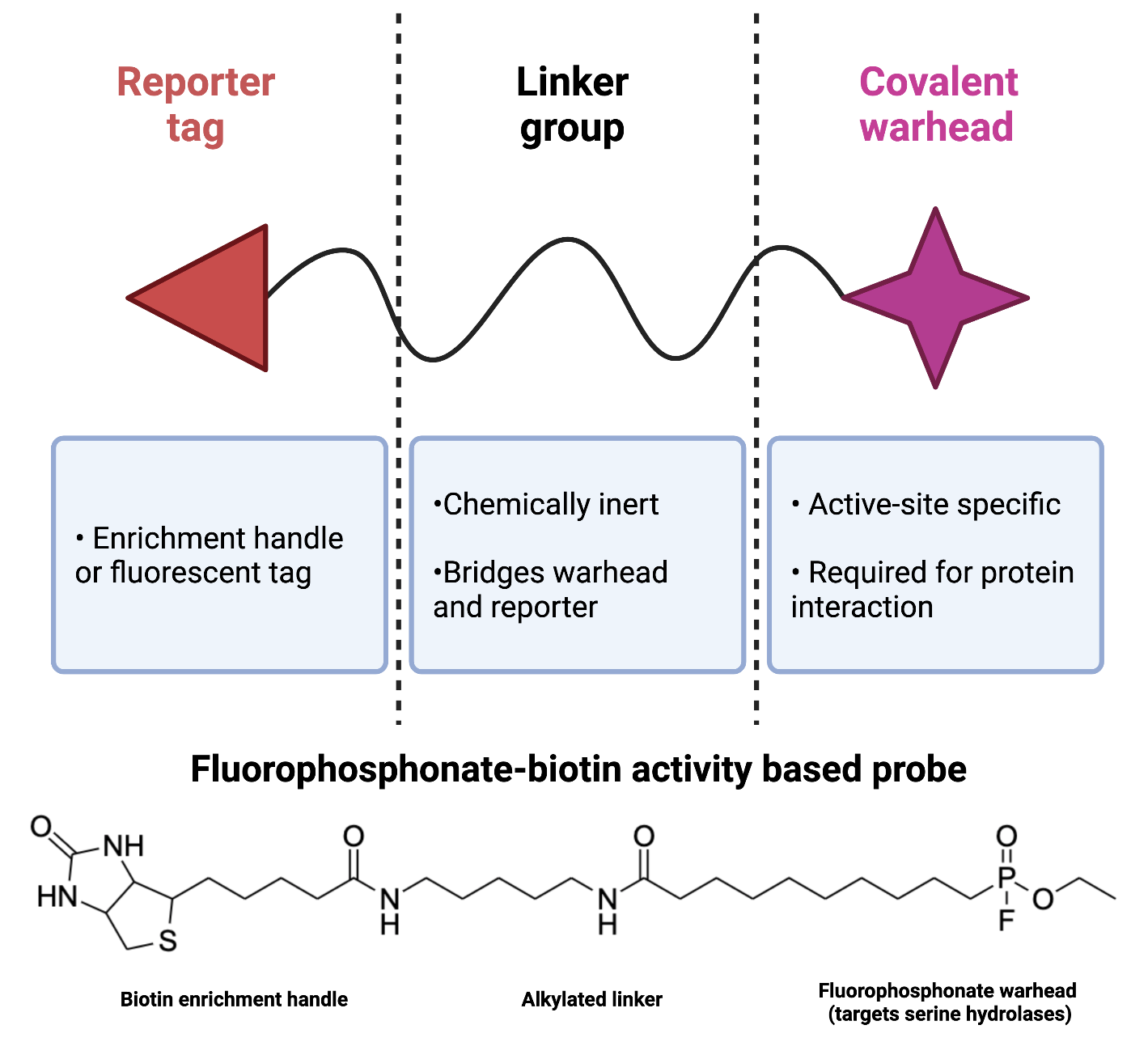
Sonda pro profilování proteinů na základě aktivity (ABPP). Reaktivní skupina (fialově) a reportérová značka (červeně) jsou vzájemně propojeny spojkou (černě). Reaktivní skupina se kovalentně váže do aktivního místa enzymu a reportérová značka se používá k obohacení nebo detekci značeného proteinu. Fluorofosfonát-biotin, obsahující biotin pro imobilizaci/obohacení, je příkladem sondy založené na aktivitě, která se zaměřuje na serinové hydrolázy. Tento obrázek byl vytvořen pomocí programu BioRender.com.

Široké proteomické a transkriptomické profilování vedlo k nesčetným pokrokům v biomedicíně, ale charakterizace exprese RNA a proteinů má omezenou schopnost informovat o funkčních vlastnostech proteinů. Vzhledem k tomu, že informace o expresi transkriptů a proteinů zanechávají mezery ve znalostech týkajících se vlivu posttranslačních modifikací a interakcí protein-protein na aktivitu enzymů a že aktivita enzymů se liší v různých typech buněk, chorobných stavech a fyziologických podmínkách, jsou k profilování aktivity enzymů v různých kontextech zapotřebí specializované nástroje. Kromě toho mnoho identifikovaných enzymů nebylo dostatečně charakterizováno, aby bylo možné získat použitelné mechanismy, na nichž by bylo možné založit funkční testy. Bez základu pro funkční biochemické odečty jsou k detekci interakcí mezi léky a proteiny zapotřebí chemické nástroje.

### Profilování proteinů založené na aktivitě (ABPP)
Profilování proteinů založené na aktivitě ("Activity-Based Protein Profiling", ABPP; či proteomika založená na aktivitě) je technika, která byla vyvinuta ke sledování dostupnosti enzymatických aktivních míst pro jejich endogenní ligandy. ABPP používá speciálně navržené sondy, které vstupují do aktivního místa enzymu a vytvářejí s ním kovalentní vazbu, což potvrzuje, že enzym je v aktivním stavu. Sonda je obvykle analogem léčiva, jehož mechanismus se studuje, takže kovalentní značení enzymu svědčí o vazbě léčiva. Sondy ABPP jsou navrženy se třemi klíčovými funkčními jednotkami: (1) reaktivní skupina, (2) reportérová značka (např. biotin nebo rhodamin), a (3) chemická spojka mezi oběma skupinami. Reaktivní skupina je elektrofil, který kovalentně modifikuje serinový, cysteinový nebo lysinový zbytek v aktivním místě enzymu a zabraňuje budoucím interakcím s jinými ligandy. Sondy ABPP jsou obvykle navrženy proti enzymovým třídám, a mohou tak poskytnout informace na úrovni systému o vlivu stavu buňky na enzymové sítě. Reportérová značka se používá k potvrzení označení enzymu reaktivní skupinou a může se lišit v závislosti na následném způsobu detekce. Nejpoužívanějšími reportéry jsou fluorescenční molekuly, které umožňují zobrazování, a afinitní značky (např. biotin), které umožňují separaci označených enzymů a analýzu pomocí hmotnostní spektrometrie. Každá strategie má své nevýhody, např. fluorescenční molekuly neumožňují obohacení pro proteomickou analýzu, zatímco afinitní značky založené na biotinu se purifikují společně s endogenně biotinylovanými proteiny. K propojení reaktivní skupiny s reportérem se používá chemická "spojka" ("linker"), ideálně způsobem, který nemění aktivitu sondy. Nejběžnějšími spojkovými skupinami jsou dlouhé alkylové řetězce, derivatizované PEG a modifikované polypeptidy.
Za předpokladu, že enzymy se liší ve své struktuře, funkci a asociacích v závislosti na fyziologickém nebo vývojovém stavu systému, lze odvodit, že se bude měnit i přístupnost aktivního místa enzymu. Schopnost sondy ABPP označit enzym se proto bude rovněž lišit v závislosti na podmínkách. Vazba sondy tak může odhalit informace o funkčních vlastnostech enzymu v různých kontextech. High-content screening těží z ABPP, zejména v oblasti kompetitivních inhibičních testů, při nichž jsou biologické vzorky předem inkubovány s kandidáty na léčiva a poté "soutěží" se sondami ABPP o vazbu na cílové enzymy. Sloučeniny s vysokou afinitou k cíli zabrání vazbě sondy a stupeň vazby sondy lze použít jako ukazatel afinity sloučeniny. Protože sondy ABPP značí třídy enzymů, lze tento přístup použít také k profilování selektivity léčiv, protože vysoce selektivní sloučeniny budou v ideálním případě konkurovat sondám pouze u malého počtu proteinů.

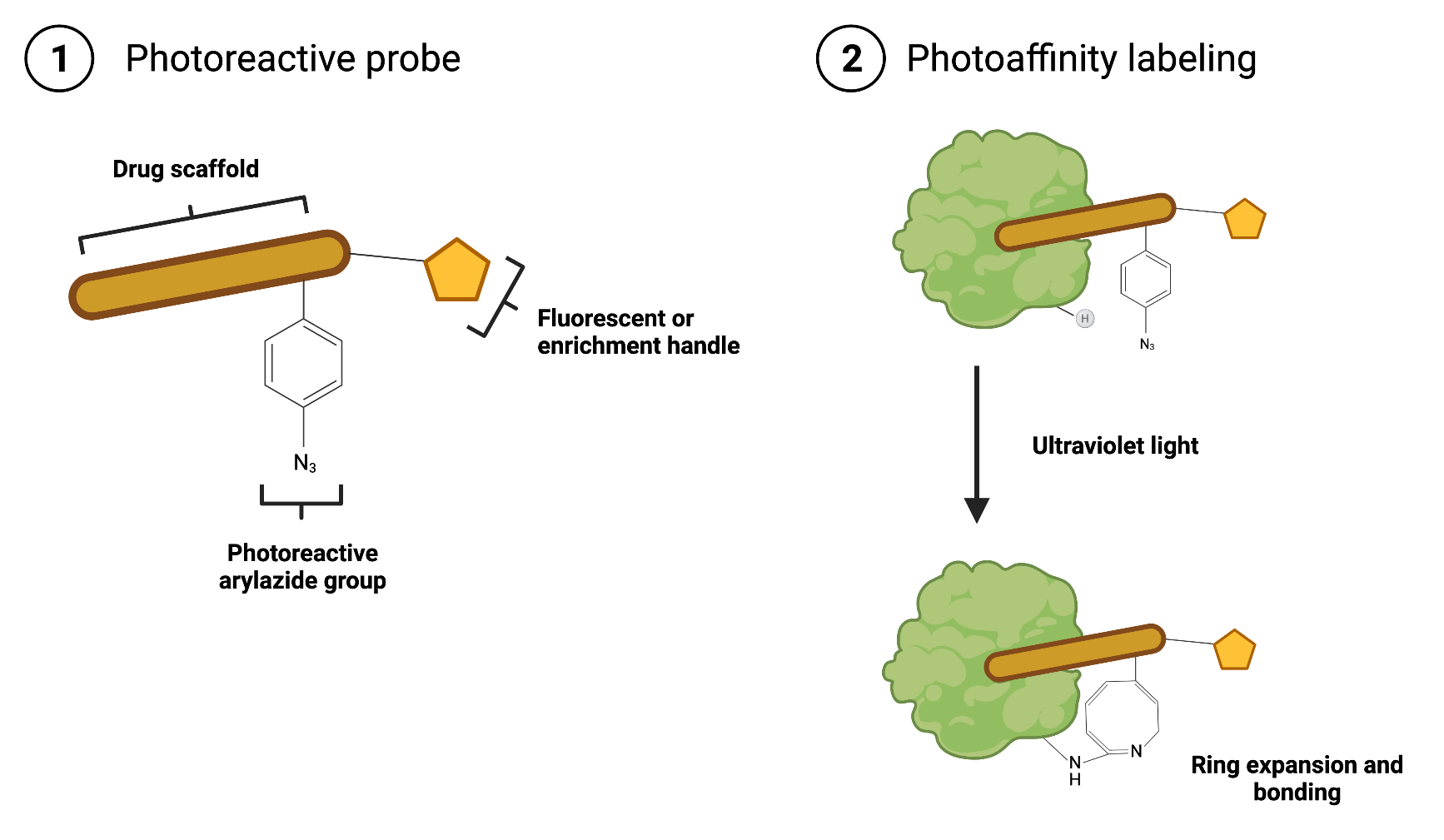
Typická fotoafinitní sonda. Jako první místo interakce mezi sondou a proteinem slouží část odvozená od léčiva (hnědě). Fotoreaktivní skupina, zde arylazid, může být aktivována světlem za vzniku reaktivního meziproduktu, který se váže s nespecifickým místem na proteinu. Značku pak lze použít k obohacení a identifikaci nebo zobrazení a detekci cíle.Tento obrázek byl vytvořen pomocí BioRender.com.

### Fotoafinitní značení
Na rozdíl od ABPP, která vede ke značení proteinů po navázání sondy, fotoafinitní značení sond vyžaduje aktivaci fotolýzou, než dojde ke kovalentní vazbě na protein. To umožňuje přítomnost fotoreaktivní skupiny. Tyto sondy se skládají ze tří spojených částí: (1) části odvozené od léčiva; (2) fotoreaktivní skupiny (fenylazid, fenyldiazirin nebo benzofenon); a (3) identifikační značky, jako je biotin, fluorescenční molekula nebo skupina pro click-chemii. Lékový skelet je obvykle analogem léčiva, jehož mechanismus je studován, a co je důležité, váže se na cíl reverzibilně, což lépe napodobuje interakci mezi většinou léčiv a jejich cíli. Existuje několik skupin fotoreaktivních skupin, které se však zásadně liší od sond ABPP: zatímco ABPP specificky značí nukleofilní aminokyseliny v aktivním místě cíle, fotoafinitní značení je nespecifické, a je tedy použitelné pro značení širšího spektra cílů. Identifikační značka se bude lišit v závislosti na typu prováděné analýzy: biotinové skupiny a skupiny pro click-chemii jsou vhodné pro obohacení značených proteinů před identifikací založenou na hmotnostní spektrometrii, zatímco fluorescenční barviva se používají při použití zobrazovací metody založené na gelu, jako je SDS-PAGE, pro ověření interakce s cílem.

Struktura fenylazidu. Fotoreaktivní skupina využívaná pro fotoafinitivní značení.

Protože fotoafinitní sondy jsou multifunkční, je obtížné je navrhnout. Chemici do fotoafinitních sond zahrnují stejné principy modelování vztahu mezi strukturou a aktivitou, které platí pro léčiva, ale musí tak činit, aniž by byla ohrožena aktivita lékového skeletu nebo schopnost fotoreaktivní skupiny se vázat. Protože fotoreaktivní skupiny se vážou bez rozdílu, může nesprávný návrh způsobit, že sonda označí sama sebe nebo necílové proteiny. Sonda musí zůstat stabilní při skladování, v různých pufrech, při různých úrovních pH a v živých systémech, aby bylo zajištěno, že ke značení dochází pouze při vystavení světlu. Aktivace světlem musí být rovněž přesně vyladěna, protože záření může poškodit buňky.

## Imobilizované metody

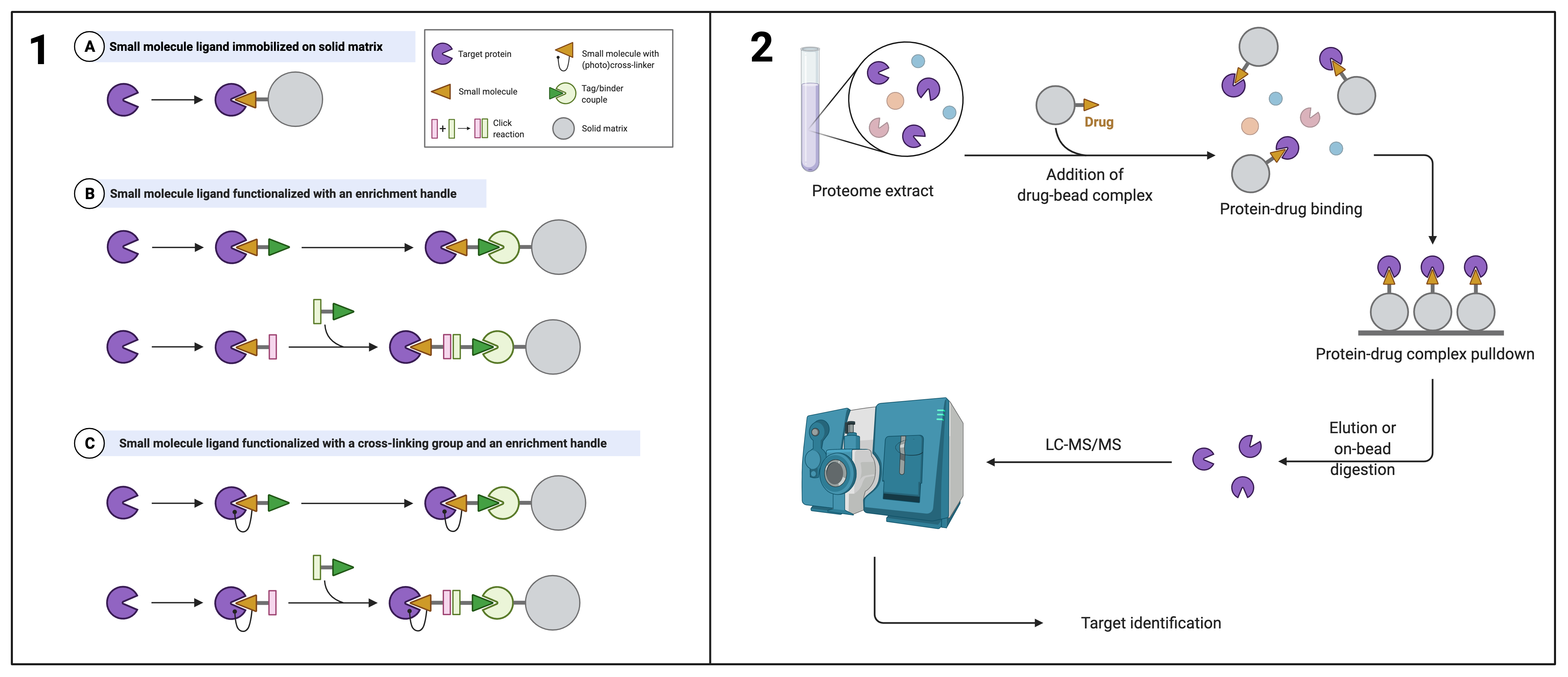
Tři strategie pro identifikaci cíle na základě imobilizace. Ve všech případech se směsi proteinů inkubují s ligandem a následně se detekují navázané cíle. (1A) Ligandy jsou derivatizací navázány na pevný nosič, jako jsou mikrokuličky nebo chromatografická kolona. (1B) Ligandy vážou cíle v roztoku a poté jsou separovány pomocí obohacovací molekuly (např. biotin). (1C) Ligandy obsahují síťující skupinu, která je aktivována, často světlem, a označuje cíl. Obohacovací molekula se používá k separaci označeného cíle. (2) Po připojení lze cíl eluovat z ligandu nebo trypsinizovat přímo na mikrokuličkách. Trypsinizované peptidy se analyzují pomocí LC-MS/MS. Tento obrázek byl převzat z webu BioRender.com.

Chemoproteomické techniky založené na imobilizaci zahrnují varianty afinitního vytahování na bázi mikročástic, které je podobné imunoprecipitaci, a afinitní chromatografii. V obou případech se jako imobilizační povrch používá pevný nosič nesoucí "návnadu". Molekulou této "návnady" může být potenciální léčivo, pokud je potřeba identifikovat cíl tohoto léčiva, anebo naopak molekula cíle, například imobilizovaný enzym, pokud se provádí screening malých molekul. Návnada je vystavena směsi potenciálních vazebných partnerů, které lze identifikovat po odstranění nevazebných složek.

### Imobilizace na mikrokuličkách
Imobilizace na bázi mikročástic je modulární technika, protože umožňuje rozhodnout se, zda hledat proteinové cíle z proteomu, nebo sloučeniny podobné léčivům z chemických knihoven. Díky makroskopickým vlastnostem jsou mikrokuličky vhodné pro aplikace obohacování s relativně malou pracností, protože jsou snadno vizualizovatelné a jejich objemová hmotnost je snadno odstranitelná roztoky proteinů. Mikrokuličky byly v minulosti vyrobeny z inertních polymerů, jako je agaróza a dextran, které jsou funkcionalizovány tak, aby na ně bylo možné připojit vybranou návnadu. V případě použití proteinů jako návnady jsou běžnými linkery aminové funkční skupiny, které usnadňují připojení. Modernější přístupy těží z popularizace magnetických mikrokuliček, které umožňují magnetickou separaci analytů imobilizovaných mikrokuliček z upravených vzorků. Magnetické kuličky vykazují superparamagnetické vlastnosti, díky nimž je lze velmi snadno separovat z roztoku pomocí vnějšího magnetu. Ve zjednodušeném pracovním postupu se magnetické kuličky použijí k imobilizaci proteinového cíle a poté se kuličky smíchají s chemickou knihovnou pro screening potenciálních ligandů. Ligandy s vysokou afinitou se vážou na imobilizovaný cíl a odolávají odstranění promytím, takže jsou následně ve vzorku obohaceny. Naopak lze imobilizovat zajímavý ligand a provést screening proti proteinům proteomu inkubací s lyzátem.
Byly použity hybridní strategie založené na roztoku a imobilizaci, při nichž se ligandy funkcionalizované obohacovací značkou, jako je biotin, ponechají inkubovat v roztoku a najít si své cílové proteiny. Po inkubační době mohou komplexy ligand-protein reagovat s kuličkami potaženými streptavidinem, které vážou biotinovou značku a umožňují vytažení a identifikaci interakčních partnerů. Tuto technologii lze rozšířit a pomoci s přípravou vzorků pro ABPP a fotoafinitní značení. I když jsou imobilizační přístupy reprodukovatelné a úspěšné, není možné se vyhnout omezením způsobeným sterickou překážkou imobilizace, která narušuje indukovanou vazbu. Další nevýhodou je nespecifická adsorpce proteinů i malých molekul na povrch kuliček, která má potenciál vytvářet falešně pozitivní výsledky.

### Afinitní chromatografie
Afinitní chromatografie se objevila v 50. letech 20. století jako zřídka používaná metoda k purifikaci enzymů; od té doby se začala používat běžně a je nejstarší mezi chemoproteomickými přístupy. Afinitní chromatografie se provádí podle jednoho ze dvou základních formátů: imobilizace ligandu nebo imobilizace cíle. V případě ligandové imobilizace je v chromatografické koloně imobilizován zájmový ligand - často léčivo - a slouží jako stacionární fáze. Kolonou prochází komplexní vzorek složený z mnoha proteinů, jako je buněčný lyzát, a cíl, který je předmětem zájmu, se váže na imobilizovaný ligand, zatímco ostatní složky vzorku procházejí kolonou nezachyceny. V případě imobilizace cíle je cíl zájmu - často protein relevantní pro onemocnění - imobilizován v chromatografické koloně a funguje jako stacionární fáze. Knihovny sloučenin jsou pak propouštěny přes kolonu v aplikačním pufru, ligandy jsou zadržovány prostřednictvím vazebných interakcí se stacionární fází a ostatní sloučeniny procházejí kolonou nezadrženy. V obou případech lze zadržené analyty eluovat z kolony a identifikovat je pomocí hmotnostní spektrometrie. Níže je uvedena tabulka elučních strategií.
| Strategie           | Popis | Mechanismy                               | Výhody                                                              | Nevýhody                                                                               |
| ------------------- | --- | ---------------------------------------- | ------------------------------------------------------------------- | -------------------------------------------------------------------------------------- |
| Nespecifická eluce  | Vázané ligandy se uvolňují poté, co změna složení mobilní fáze posune lokální chemické prostředí stacionární fáze; konformace proteinu se změní, což způsobí uvolnění ligandů; alternativně je polarita rozpouštědla snížena, což způsobí, že vázané ligandy se přednostně distribuují do mobilní fáze. | pH ; iontová síla ; polarita.            | Dá se doladit k eluci specificky proteinů nebo ligandů.             | Eluční podmínky nemusí být dostatečně silné, aby eluovaly neoptimalizované sloučeniny. |
| Izokratická eluce   | Eluční pufr je identický s aplikačním pufrem, ligandy se snadno pohybují kolonou, ale různými rychlostmi podle jejich základní afinity k cíli. | Přechodné interakce se stacionární fází. | Umožňuje srovnání afinit sloučenin.                                 | Může být časově náročné; vyžaduje kontinuální sběr frakcí.                             |
| Biospecifická eluce | Analyty jsou eluovány přidáním vysoké koncentrace vazebného partnera s vysokou afinitou do mobilní fáze, navázané analyty jsou kompetitivně vyvázány ze stacionární fáze; aditivum může být buď protein, který vychytává navázané ligandy, nebo malá molekula, která je vytěsňuje.                      | Konkurenční vázání.                      | Umožňuje zakoncentrování analytů s okamžitou elucí; vysoké výtěžky. | Sloučeniny, které nebyly dříve testovány, mohou mít vyšší afinitu než eluční aditivum. |

## Metody bez derivatizace

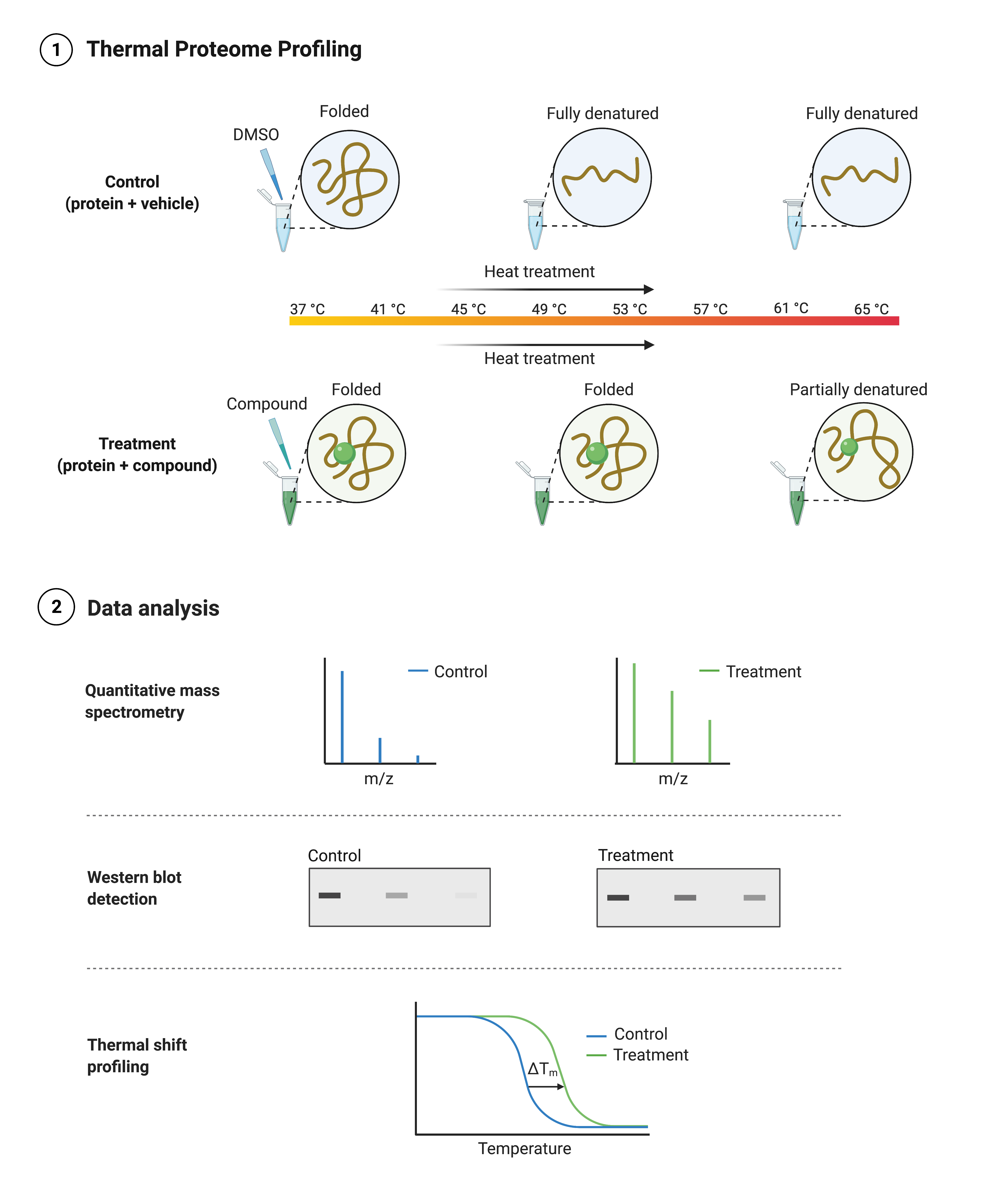
Příklad tepelného profilování proteomu. Vazba léčiva na protein často vede ke stabilizaci proteinu vyvolané ligandem (1), kterou lze měřit porovnáním množství nedenaturovaného proteinu, který zůstává ve vzorku ošetřeném léčivem, s kontrolním vzorkem bez léčiva. Změnu stability proteinu lze vizualizovat jako posun křivky stability směrem doprava (2). Tento obrázek byl převzat z webu BioRender.com.

Ačkoli výše uvedené přístupy vykazují úspěch, jsou ze své podstaty omezeny nutností derivatizace, která ohrožuje afinitu interakce, kterou mají derivatizované sloučeniny napodobovat, a zavádí sterické překážky. Imobilizované ligandy a cíle mají omezenou schopnost volně se pohybovat v prostoru způsobem, který kopíruje nativní interakci mezi proteinem a ligandem, a konformační změna z indukovaného uložení je při imobilizaci proteinů nebo léčiv často omezená. Přístupy založené na sondách také mění trojrozměrnou povahu interakce ligand-protein zavedením funkčních skupin do ligandu, což může změnit aktivitu sloučeniny. Přístupy bez derivatizace se zaměřují na odvození interakcí na základě zástupných údajů, často na základě pozorování změn stability proteinu při vazbě a někdy na základě chromatografické koeluce.
Předpokládá se, že níže uvedené metody založené na stabilitě fungují díky ligandem vyvolaným posunům rovnovážných koncentrací konformačních stavů proteinu. Jeden typ proteinu v roztoku může být reprezentován jednotlivými molekulami v různých konformacích, přičemž mnohé z nich se od sebe liší, přestože mají shodnou aminokyselinovou sekvenci. Po navázání léčiva se většina proteinu vázaného na ligand dostane do energeticky výhodné konformace a vzdálí se od nepředvídatelného rozložení méně stabilních konformerů. Vazba ligandu tedy stabilizuje proteiny, čímž je činí odolnými vůči tepelné, enzymatické a chemické degradaci.

### Tepelné profilování proteomu (TPP)
Tepelné profilování proteomu ("Thermal Proteome Profiling", TPP; či Cellular Thermal Shift Assay) je nedávno zpopularizovaná strategie, která umožňuje odvodit interakce mezi ligandem a proteinem z posunů v tepelné stabilitě proteinů vyvolaných vazbou ligandu. V typickém uspořádání testu jsou vzorky obsahující bílkoviny vystaveny působení zvoleného ligandu, poté jsou tyto vzorky rozděleny na části a ty jsou následně zahřáty na jednotlivé teplotní body. Očekává se, že po navázání ligandu se tepelná stabilita proteinu zvýší, takže proteiny navázané na ligand budou odolnější vůči tepelné denaturaci. Po zahřátí se analyzuje množství zbývajícího nedenaturovaného proteinu pomocí kvantitativní proteomiky a vytvoří se křivky stability. Po porovnání s křivkou stability nedotčeného proteinu se očekává, že se stabilitní křivka posune doprava, což znamená, že došlo ke stabilizaci vyvolané ligandem. Historicky se profilování tepelného proteomu vyhodnocuje pomocí western blotu proti známému cíli zájmu. S příchodem hmotnostních spektrometrů Orbitrap s vysokým rozlišením lze tento typ experimentu provádět v měřítku celého proteomu a stabilitní křivky lze generovat pro tisíce proteinů najednou. Tepelné profilování proteomu bylo úspěšně provedeno in vitro, in situ a in vivo. Ve spojení s hmotnostní spektrometrií se tato technika označuje jako Mass Spectrometry Cellular Thermal Shift Assay (MS-CETSA).

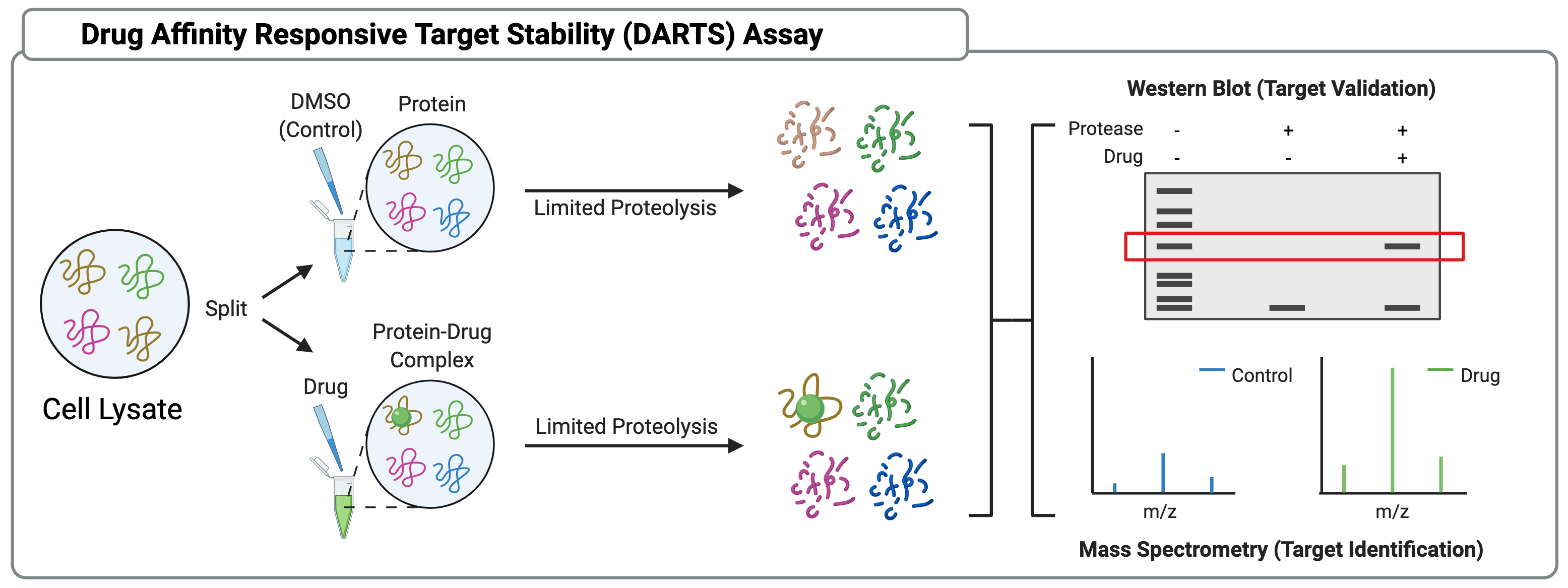
Metoda DARTS. Vazba léčiva na protein často vede ke stabilizaci proteinu vyvolané ligandem. Při DARTS jsou proteiny ošetřené léčivem a kontrolní proteiny podrobeny omezené proteolýze a rozsah rozkladu proteinu lze buď vizualizovat na gelu, nebo měřit hmotnostní spektrometrií. Očekává se, že vazba léčiva povede ke zvýšení signálu stabilizovaného proteinu. Tento obrázek byl vytvořen pomocí programu BioRender.com.

### Drug affinity responsive target stability (DARTS)
"Test stability cíle reagující na afinitu k léčivu" vychází z podobného základního předpokladu jako TPP - že stabilita proteinu se zvyšuje vazbou ligandu. V testu DARTS se však stabilita proteinu hodnotí v reakci na trávení proteázou. Vzorek buněčného lyzátu se inkubuje s malou molekulou, která je předmětem zájmu, vzorek se rozdělí na části a každá dílčí část projde omezenou proteolýzou po přidání proteázy. Omezená proteolýza je kritická, protože úplná proteolýza by způsobila, že i protein vázaný na ligand by byl zcela rozštěpen. Vzorky se poté analyzují pomocí SDS-PAGE, aby se posoudily rozdíly v rozsahu štěpení; jednotlivé části gelu se poté vyříznou a analyzují pomocí hmotnostní spektrometrie, aby se potvrdila identita proteinů, které odolávají proteolýze. Alternativně, pokud je již podezření na cíl a testuje se jeho validace, lze k přímé identifikaci proteinu použít Western blot.

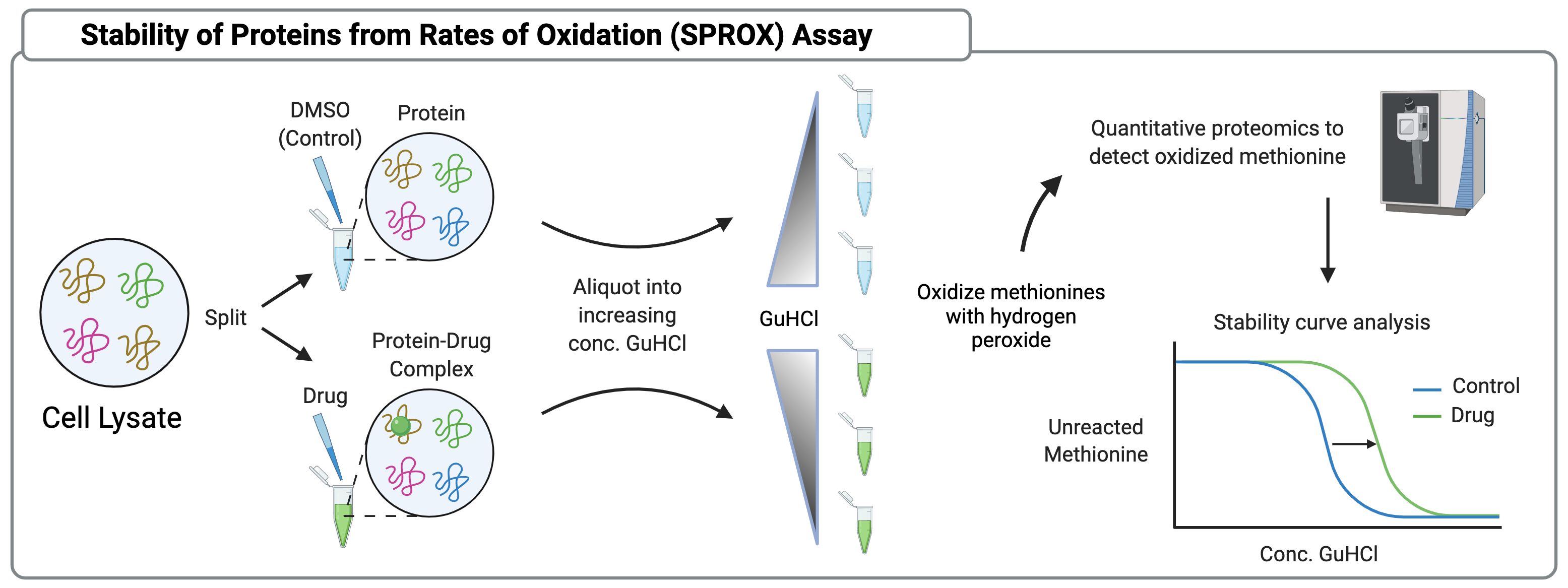
Metoda SPROX. Vazba léčiva na protein často vede ke stabilizaci proteinu vyvolané ligandem. Při SPROX jsou vzorky proteinů ošetřené léčivem a kontrolní vzorky vystaveny zvyšujícímu se množství denaturantu. K oxidaci exponovaných methioninových zbytků se přidává peroxid vodíku. Předpokládá se, že vazba léčiva chrání methionin před oxidací tím, že stabilizuje složenou formu proteinu. Rozsah oxidace lze sledovat hmotnostní spektrometrií a použít k vytvoření křivek stability. Tento obrázek byl vytvořen pomocí programu BioRender.com.

### Stabilita proteinů z hlediska rychlosti oxidace (SPROX)
Stabilita proteinů před rychlostí oxidace vychází také z předpokladu, že vazba ligandu poskytuje proteinům ochranu před způsoby degradace, tentokrát před oxidací methioninových zbytků. Při SPROX se lyzát rozdělí a ošetří léčivem nebo kontrolní skupinou DMSO, poté se každá skupina dále rozdělí do samostatných vzorků se zvyšující se koncentrací chaotropu a denaturantu guanidinium hydrochloridu (GuHCl). V závislosti na koncentraci GuHCl se proteiny v různé míře rozloží. Každý vzorek pak reaguje s peroxidem vodíku, který oxiduje methioninové zbytky. Proteiny, které jsou stabilizovány léčivem, zůstanou složené při vyšších koncentracích GuHCl a dojde u nich k menší oxidaci methioninu. Oxidované methioninové zbytky lze kvantifikovat pomocí LC-MS/MS a použít k vytvoření křivek stability methioninu, které jsou zástupným ukazatelem vazby léčiva. Test SPROX má i své nevýhody, a sice že jediné relevantní peptidy ze vzorků SPROX jsou peptidy s methioninovými zbytky, které tvoří přibližně jednu třetinu peptidů a pro které v současné době neexistují vhodné techniky obohacování. Pouze ty methioniny, které jsou vystaveny oxidaci, poskytují smysluplné informace a ne všechny rozdíly v oxidaci methioninů jsou v souladu se stabilizací bílkovin. Bez obohacení je LC-MS/MS analýza těchto peptidů náročná, protože příspěvek ostatních složek vzorku k šumu hmotnostního spektrometru může přehlušit relevantní signál. Proto vzorky SPROX vyžadují frakcionaci, aby se před analýzou LC-MS/MS koncentrovaly peptidy, které jsou předmětem zájmu.

### Afinitní selekce s hmotnostní spektrometrií
Přestože zavedení afinitní selekce s hmotnostní spektrometrií (AS-MS) vedlo k rozšíření formátů testů, obecná technika se řídí jednoduchým schématem. Proteinové cíle se inkubují s malými molekulami, aby se vytvořily stabilní komplexy ligand-protein, nenavázané malé molekuly se ze směsi odstraní a složky zbývajících komplexů ligand-protein se analyzují pomocí hmotnostní spektrometrie. Identifikované navázané ligandy jsou pak klasifikovány jako hity a mohou být použity jako výchozí bod pro další postup. Protože AS-MS měří vazbu nezaujatě, nemusí být hit vázán na funkční údaj, což otevírá možnost identifikovat léčiva, která působí mimo aktivní místa, jako jsou alosterické modulátory a chemické chaperony, a to vše v jediném testu. Protože malé molekuly lze přímo identifikovat podle jejich přesné hmotnosti, není k potvrzení platnosti shody nutná derivatizace. Mezi přístupy bez derivatizace a značení má AS-MS jedinečnou výhodu v tom, že umožňuje hodnocení více testovaných sloučenin na jeden experiment - v literatuře bylo zaznamenáno až 20 000 sloučenin na jeden experiment a jedna skupina uvedla, že testuje chemické knihovny proti heterogenním proteinovým cílům. Základní kroky AS-MS jsou podrobněji popsány níže.

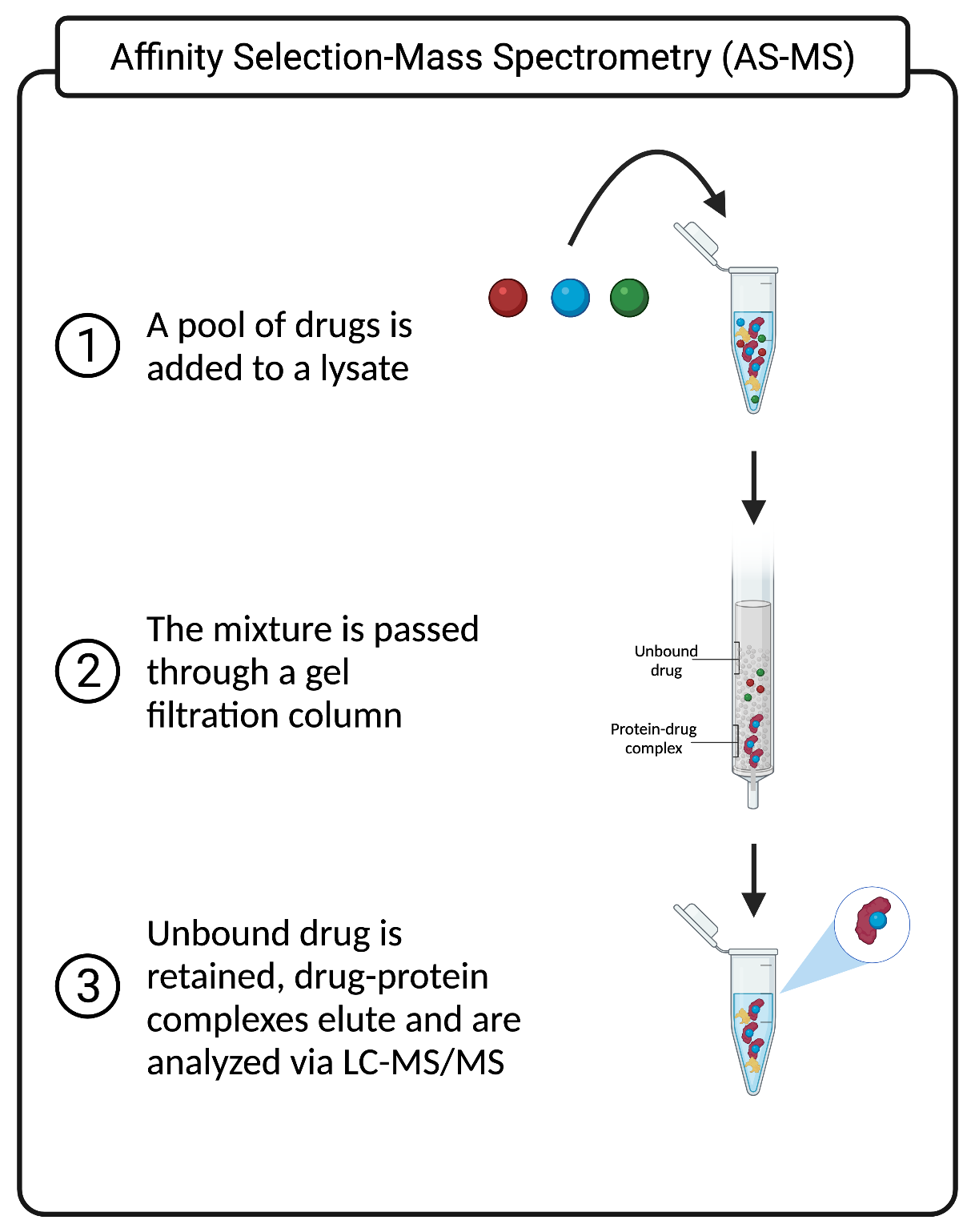
Afinitní selekce pomocí gelové filtrace. Směs testovaných sloučenin se přidá ke vzorku proteinu, který se nechá projít gelovou filtrační kolonou. Sloučeniny vázané na proteiny se pohybují kolem kuliček a rychle opouštějí kolonu. Nenavázané sloučeniny jsou dostatečně malé na to, aby prošly kuličkami a urazily delší cestu před elucí. Tento obrázek byl vytvořen pomocí BioRender.com.

#### Afinitní selekce
Obecný pracovní postup AS-MS začíná předběžnou inkubací roztoků purifikovaných proteinů (tj. cílových proteinů) s chemickými knihovnami v mikrotitračních destičkách. Testy mohou být navrženy tak, aby obsahovaly dostatečně vysoké koncentrace proteinů, aby se zabránilo soutěži o vazebná místa mezi strukturními analogy, což zajistí, že bude možné identifikovat shody v celé škále afinit; naopak testy mohou obsahovat nízké koncentrace proteinů, aby bylo možné rozlišit mezi analogy s vysokou a nízkou afinitou a získat informace o vztahu mezi strukturou a aktivitou. Výběr chemické knihovny je méně přísný než u jiných high-content screeningových strategií vzhledem k absenci funkčních odečtů, které by jinak vyžadovaly dekonvoluci zdrojové sloučeniny, jež generuje biologickou aktivitu. Typické rozmezí pro AS-MS je tedy 400-3 000 molekul na vzorek. Další úvahy o screeningu jsou praktičtější, například potřeba vyvážit požadovanou koncentraci sloučenin, která se obvykle pohybuje v mikromolárním rozmezí, se skutečností, že zásobní roztoky sloučenin jsou obvykle skladovány jako 10milimolární roztoky, což účinně omezuje počet screeningovaných sloučenin na tisíce. Po výběru a inkubaci vhodných testovaných sloučenin a cílů lze komplexy ligand-protein separovat různými způsoby.

#### Separace nenavázaných malých molekul a komplexů ligand-protein
Po afinitní selekci následuje odstranění nenavázaných malých molekul pomocí ultrafiltrace nebo gelová permeační chromatografie, takže pro následnou analýzu jsou k dispozici pouze ligandy vázané na proteiny. Bylo popsáno několik typů ultrafiltrace s různým stupněm propustnosti, včetně tlakové, odstředivé a srážecí ultrafiltrace. Při tlakové i odstředivé formě jsou nenavázané malé molekuly protlačovány přes polopropustnou membránu, která vylučuje proteiny na základě jejich velikosti. Po ultrafiltraci je nutné provést několik promývacích kroků, aby se zajistilo úplné odstranění nenavázaných malých molekul. Ultrafiltrace může být také ztížena nespecifickou adsorpcí nenavázaných malých molekul na membránu. Skupina z Illinoiské univerzity publikovala screeningovou strategii týkající se amyloidu beta, při níž byly použity ligandy, které stabilizují protein a zabraňují jeho agregaci. Ultrafiltrace byla použita k vysrážení agregovaného amyloidu-beta a odstranění nenavázaných ligandů, zatímco ligandem stabilizovaný protein byl detekován a kvantifikován pomocí hmotnostní spektrometrie.
Gelová permeační chromatografie (GPC) se v průmyslovém výzkumu léčiv používá ve větší míře a její výhodou je účinnější odstraňování nenavázaných sloučenin ve srovnání s ultrafiltrací. Přístupy vylučování velikosti byly popsány jak ve formě vysokoúčinné kapalinové chromatografie (HPLC), tak ve formě spinových kolon. V obou případech prochází směs nenavázaných ligandů, proteinů nebo komplexů ligand-protein přes kolonu s porézními kuličkami. Komplexy ligandů a proteinů jsou vyloučeny ze vstupu do kuliček a rychle opouštějí kolonu, zatímco nenavázané ligandy musí projít kuličkami a jsou kolonou zadržovány delší dobu. Ligandy, které se z kolony eluují brzy, jsou proto považovány za vázané na protein. Automatizovaný systém identifikace ligandů (ALIS), vyvinutý společností Schering-Plough, používá kombinovaný systém HPLC založený na SEC a kapalinové chromatografii s hmotnostní spektrometrií (LC-MS), který odděluje komplexy ligand-protein od nenavázaných ligandů pomocí SEC a odvádí komplex do systému LC-MS pro on-line analýzu navázaných ligandů. Systém SpeedScreen společnosti Novartis využívá GPC ve formátu 96 jamek s odstředivou kolonou, který umožňuje současné odstranění nenavázaných ligandů až z 96 vzorků. Vzorky rovněž procházejí porézními kuličkami, ale k pohybu vzorku kolonou se používá odstřeďování. Systém SpeedScreen není spojen se systémem LC-MS a před konečnou analýzou vyžaduje další zpracování. V takovém případě je třeba ligandy uvolnit od jejich cílů a analyzovat je odděleně.

#### Analýza navázaných ligandů
Poslední krok vyžaduje bioanalytickou separaci navázaných ligandů od jejich cílů a následnou identifikaci ligandů pomocí kapalinové chromatografie s hmotnostní spektrometrií. AS-MS nabízí prostředky pro identifikaci interakcí mezi malými molekulami a proteiny buď přímo - prostřednictvím proteomické detekce intaktních komplexů "shora dolů" - nebo nepřímo - prostřednictvím denaturace komplexů malých molekul a proteinů s následnou identifikací malých molekul pomocí hmotnostní spektrometrie. Přístup "shora dolů" vyžaduje přímou infuzi komplexu do zdroje hmotnostní spektrometrie s ionizací elektrosprejem za dostatečně šetrných podmínek, aby se zachovala interakce a její integrita při přechodu z kapaliny do plynu. Ačkoli Ganem a Henion v roce 1991 ukázali, že je to možné, není to vhodné pro vysokou propustnost. Zajímavé je, že disociace elektronového záchytu, která se obvykle používá při objasňování struktury peptidů, byla použita k identifikaci vazebných míst ligandů při analýze "shora dolů". Jednodušší metoda pro analýzu vázaných ligandů využívá extrakci srážením proteinů, při níž dochází k denaturaci proteinů a uvolnění ligandů do srážecího roztoku, který lze poté zředit a identifikovat na systému LC-MS.

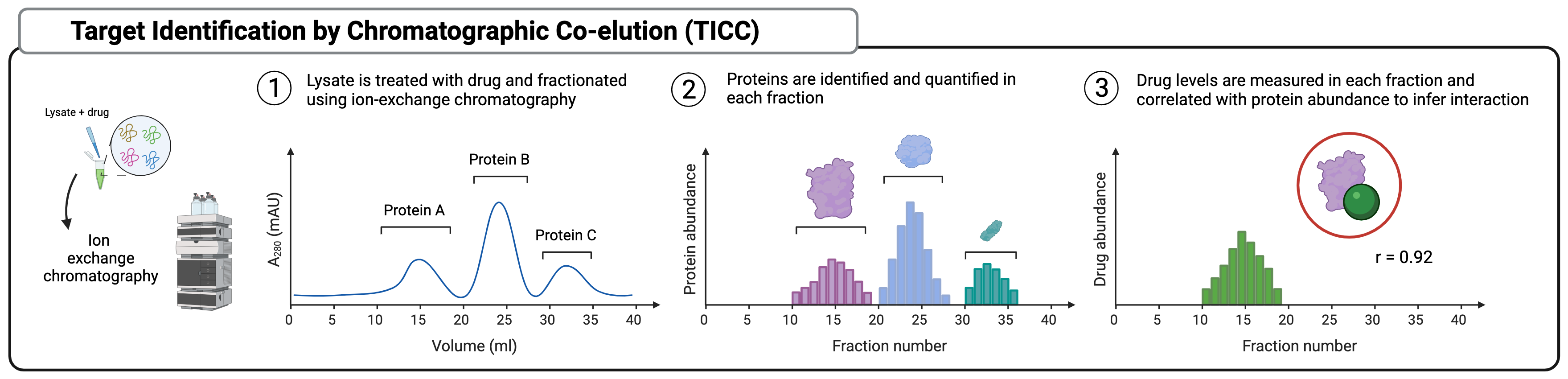
Příklad identifikace cíle pomocí chromatografické koeluce (TICC). Lyzát obohacený léčivem se frakcionuje pomocí iontoměničové chromatografie. Frakce se shromažďují každou minutu a poté se analyzují na obsah léčiva i proteinu pomocí LC-MS/MS, přičemž jsou vytvářeny a korelovány eluční profily léčiva a proteinu. Identifikace cíle je podporována silnou korelací v elučním profilu mezi léčivem a proteinem. Tento obrázek byl vytvořen pomocí BioRender.com.

### Identifikace cíle pomocí chromatografické koeluce (TICC)
Identifikace cíle pomocí chromatografické koeluce není závislá na rozdílech ve stabilitě proteinů po inkubaci s léčivem. Místo toho vychází z předpokladu, že léčiva vytvářejí stabilní komplexy s cílovými proteiny a že tyto komplexy jsou dostatečně odolné, aby přežily chromatografickou separaci. V typickém pracovním postupu se buněčný lyzát inkubuje s léčivem, poté se lyzát vstříkne do iontově výměnného chromatografického systému a frakcionuje se. Proteiny lyzátu jsou eluovány podél gradientu iontové síly a frakce jsou shromažďovány v krátkých časových intervalech. Každá frakce se analyzuje pomocí LC-MS/MS na obsah bílkovin i léčiv. Jednotlivé proteiny se eluují s charakteristickými profily a předem inkubovaná léčiva by měla odrážet eluční profily cílů, s nimiž se komplexují. Korelace elučních profilů léčiv a proteinů umožňuje zúžit a odvodit cíle.

## Výpočetní přístupy

### Simulace molekulárního dokování
Vývoj a použití chemoproteomických testů na pracovišti je často časově a finančně náročné. Simulace molekulárního dokování se staly relativně levným a vysoce výkonným prostředkem pro hodnocení síly interakcí mezi malými molekulami a proteiny. Molekulární dokování vyžaduje přesné modelování konformace ligandu i proteinu v atomárním rozlišení, a proto je podporováno empirickým určením struktury proteinu, často pomocí ortogonálních metod, jako je rentgenová krystalografie a kryogenní elektronová mikroskopie. Strategie molekulárního dokování se dělí podle typu informací, které jsou již o ligandu a proteinu, které jsou předmětem zájmu, známy.

#### Metody založené na ligandech

Příklad farmakoforového modelu. Každá koule představuje jiný bodovaný prvek.

Pokud má být bioaktivní ligand se známou strukturou testován proti proteinu s omezenými strukturními informacemi, provádí se modelování s ohledem na strukturu ligandu. Farmakoforové modelování identifikuje klíčové elektronické a strukturní rysy, které jsou spojeny s terapeutickou aktivitou napříč podobně bioaktivními strukturními analogy, a v souladu s tím vyžaduje velké knihovny s odpovídajícími experimentálními údaji pro zvýšení prediktivní síly. Struktury sloučenin jsou virtuálně superponovány a společné prvky jsou hodnoceny na základě jejich tendence k bioaktivitě. Přechod od modelování založeného na principu zámku a klíče k modelování založenému na indukovaném přizpůsobení zlepšil předpovědi vazby, ale také přinesl výzvu modelování flexibility ligandů, která vyžaduje vytvoření databáze konformačních modelů a využívá velké množství datového prostoru. Dalším přístupem je tzv. metoda on-the-fly, při níž se konformační modely testují v průběhu procesu modelování farmakoforu, bez databáze; tato metoda vyžaduje podstatně méně úložného prostoru za cenu vysokého výpočetního času. Druhý "problém" vyplývá z rozhodnutí, jak superponovat analogové struktury. Běžným přístupem je použít k superpozici regresi nejmenších čtverců, která však vyžaduje uživatelem zvolené kotevní body, a proto vnáší do procesu lidskou zaujatost. Farmakoforové modely vyžadují soubory trénovacích dat, což vede k dalšímu problému - výběru vhodné knihovny sloučenin pro adekvátní trénink modelů. Velikost datové sady a chemická rozmanitost významně ovlivňují výkonnost následného produktu.

#### Metody založené na struktuře
V ideálním případě je známa struktura cílového léčiva, což umožňuje modelování farmakoforu na základě struktury. Model založený na struktuře integruje klíčové strukturní vlastnosti vazebného místa proteinu, jako je prostorové rozložení interakčních bodů, s vlastnostmi identifikovanými z farmakoforových modelů založených na ligandech, a vytváří tak ucelenou simulaci interakce ligandu s proteinem. Hlavním úkolem při modelování založeném na struktuře je zúžit farmakoforové rysy, kterých je na počátku identifikováno mnoho, na soubor rysů s vysokou prioritou, protože modelování příliš velkého množství rysů je výpočetně náročné. Další výzvou je neslučitelnost modelování farmakoforu s kvantitativním profilováním vztahu struktury a aktivity (QSAR). Přesné modely QSAR jsou závislé na zahrnutí mnoha potenciálních cílů, nikoli pouze terapeutického cíle. Například důležité farmakofory mohou přinášet vysoce afinitní interakce s terapeutickými cíli, ale mohou také vést k nežádoucí off-target aktivitě a mohou být také substráty metabolických enzymů, jako je cytochrom P450. Proto je modelování farmakoforu vůči terapeutickým cílům pouze jednou složkou celkového vztahu mezi strukturou a aktivitou sloučeniny.

## Použití

### Druggability

PROTAC: PROTAC jsou heterobifunkční malé molekuly, které obsahují funkční skupinu, která se váže na cíl, a další funkční skupinu, která rekrutuje E3 ubikvitin ligázu. Vazba na oba proteiny indukuje ubikvitinaci cíle pomocí E3 ubikvitin ligázy na základě blízkosti, což vede k degradaci cíle.

Chemoproteomické strategie byly použity k rozšíření okruhu cílů, které lze léčit. Zatímco historicky úspěšná léčiva se zaměřují na dobře definované vazebné kapsy léčivých proteinů, tyto vymezují pouze asi 15 % anotovaného proteomu. Pro další rozšiřování jsou nutné odvážné přístupy k objevování ligandů. Použití ABPP shodou okolností oživilo hledání nově "ligandovatelných" míst. Bylo zjištěno, že sondy ABPP, záměrně používané ke značení aktivních míst enzymů, značí mnoho nukleofilních oblastí na mnoha různých proteinech neúmyslně. Tyto neúmyslné reakce, které byly původně považovány za experimentální šum, upozornily vědce na přítomnost míst, na která mohou být potenciálně cílena nová kovalentní léčiva. To je zvláště důležité v případě proteinů bez enzymatické aktivity, kterou je třeba inhibovat, nebo u zmutovaných proteinů rezistentních vůči lékům. V každém z těchto případů lze proteiny potenciálně zacílit k degradaci pomocí nové lékové modality jako je např. PROTAC (proteolysis targeting chimera). PROTAC jsou heterobifunkční malé molekuly, které jsou navrženy tak, aby interagovaly s cílem a E3 ubikvitin ligázou. Interakce přivede E3 ubikvitin ligázu dostatečně blízko k cíli, aby byl cíl označen k degradaci. Existence potenciálních kovalentních vazebných míst napříč proteomem naznačuje, že pomocí této metody lze kovalentně zacílit mnoho léčiv.

### Drug repurposing
Chemoproteomika stojí v čele repurposingu léčiv. To je zvláště důležité v éře COVID-19, kdy se projevila naléhavá potřeba rychle identifikovat léky schválené FDA, které mají antivirovou aktivitu. V této souvislosti se obvykle používá fenotypový screening k identifikaci léčiv s požadovaným účinkem in vitro, jako je například inhibice tvorby virových plaků. Pokud lék poskytne pozitivní výsledek testu, je dalším krokem určení, zda působí na známý nebo nový cíl. Chemoproteomika tak navazuje na fenotypový screening. V případě COVID-19 Friman a spol. zkoumali off-target účinky (tj. účinky léčiva dané jeho vazbou mimo svůj cíl) širokospektrého antivirotika Remdesivir, které patřilo mezi první "znovupoužité" léky během pandemie. Remdesivir byl testován pomocí tepelného profilování proteomu v testu tepelného posunu buněk HepG2 spolu s kontroverzním léčivem hydroxychlorochinem a výzkumníci objevili TRIP13 jako potenciální off-target Remdesiviru.

### High-throughput screening
Schválená léčiva nejsou nikdy identifikována jako hity v high-throughput screeningu, protože chemické knihovny používané při screeningu nebyly optimalizovány proti žádným cílům. Metody, jako je afinitní chromatografie a afinitní selekce-hmotnostní spektrometrie, jsou však zásadními nástroji farmaceutického průmyslu a zejména u afinitní selekce-hmotnostní spektrometrie bylo zdokumentováno, že přináší významný počet hitů v mnoha třídách obtížně léčitelných proteinů. To je z velké části způsobeno obrovským objemem ligandů, které lze prověřit v jediném testu. Výzkumníci z iHuman Institute na ShanghaiTech University použili schéma, ve kterém bylo proti A2AR, obtížně léčitelnému receptoru spřaženému s G-proteinem, prověřeno 20 000 sloučenin v jednom souboru, přičemž 0,12% míra shody vedla k několika vysoce afinitním ligandům.

## Související
- Proteomika
- Fenotypový screening
- Objevování léčiv
- High-content screening
- Klasická farmakologie
- Chemická biologie
- Omics